# 正木組
正木組本部事務所位於福井縣敦賀市本町1-4-20的設置，日本的指定暴力團之一・神戶山口組的2次團體。六代目山口組時期的正木組本家直參36人；山口組分裂後，家系正式組員約百餘人。

## 略史
正木組、原五代目山口組中谷組旗下組織，1989年（平成元年）12月、因五代目山口組舍弟・中谷利明〔中谷組組長〕因病引退，該組解散。同年，正木年男為五代目山口組組長・渡邊芳則所器重，授與「親子盃」而昇格為直系組長。2005年、伴隨六代目山口組發展的「人事改組」，正木年男就任「幹部」一職，隔年的2006年11月，昇格「若頭補佐」。2012年4月、六代目山口組組織再編，正木年男就任執行部本家室長」。2013年6月，在歷經本家室長兼若頭補佐後，於當月退出「執行部」，為組長的「舍弟」。
2015年脫離了六代目山口組，加入另組神戶山口組。

## 最高幹部

### 神戶山口組
（2015年-2018年）
- 組長・正木年男（本名 朴年男、神戶山口組總本部長）
- 若頭・東正春（東組組長）
- 本部長・永井幹人

### 六代目山口組
（2013年時）
- 組長・正木年男（六代目山口組舍弟、歷任六代目山口組幹部、若頭補佐、本家室長兼若頭補佐）
- 若頭・東 正春
- 本部長・永井幹人（永井組組長）

### 2010年前
- 組長・正木年男（六代目山口組若頭補佐；後就任舍弟）
- 副組長・杉山禎和
- 若頭・田中康司
- 舍弟頭・新川象次郎（正心會（原新川組）會長）
- 本部長・東 正春
- 若頭代行・永井幹人
- 舎弟頭補佐・杉山氏
- 若頭補佐・澤之井均
- 若頭補佐・增田義文（義龍會會長）
- 若頭補佐・宮城谷仁志
- 若頭補佐・石岡辰則（石岡組組長）
- 舍弟・立花清司
- 舍弟・中島 廣
- 舍弟・石田氏
- 舍弟・宮崎氏

舍弟4名
- 其他・幹部2名、若中14名、本部付6名。

### 下部團體
正統會、杉山組（福井）、正龍會、極正會（長野）、新川組（愛知）、三代目石井一家、橘高組（岐阜市）等。

## 資料來源
1. ↑  山口組　独占スクープ！　１１月定例会詳報　正木年男幹部が若頭補佐に昇格！週刊実話2006年11月號 （页面存档备份，存于）
2. ↑  山口組激震！最高幹部人事「緊急発令」の謎～正木年男本家室長兼若頭補佐が舎弟に～週刊実話2013 NO.21 （页面存档备份，存于）
3. ↑  山口組分裂騒動　処分の直系１３組長判明 （页面存档备份，存于） 神戶新聞 2015.09.01